# William Blumberg
William Blumberg, né le 26 janvier 1998 à New York, est un joueur de tennis américain.
Il a remporté trois titres en double sur le circuit principal.

## Carrière
Joueur prometteur chez les jeunes, il est finaliste à Roland-Garros en double et quart de finaliste à Wimbledon junior en 2015. Il atteint le 4e rang mondial début 2016 puis intègre l'université de Caroline du Nord.
En 2021, il reçoit une invitation pour disputer le tournoi de Newport avec Jack Sock. Ils créent la surprise en enlevant le titre contre la paire Austin Krajicek-Vasek Pospisil. Il s'y impose une nouvelle fois l'année suivante avec Steve Johnson.

## Palmarès

### Titres en double messieurs
| No | Date       | Nom et lieu du tournoi                | Catégorie | Dotation  | Surface      | Partenaire        | Finalistes                     | Score     |          |
| -- | ---------- | ------------------------------------- | --------- | --------- | ------------ | ----------------- | ------------------------------ | --------- | -------- |
| 1  | 12-07-2021 | Hall of Fame Open Newport             | ATP 250   | 466 870 $ | Gazon (ext.) | Jack Sock         | Austin Krajicek Vasek Pospisil | 6-2, 7-63 | Parcours |
| 2  | 11-07-2022 | Infosys Hall of Fame Open Newport     | ATP 250   | 594 950 $ | Gazon (ext.) | Steve Johnson     | Raven Klaasen Marcelo Melo     | 6-4, 7-5  | Parcours |
| 3  | 01-08-2022 | Abierto de Tenis Mifel Cabo San Lucas | ATP 250   | 822 110 $ | Dur (ext.)   | Miomir Kecmanović | Raven Klaasen Marcelo Melo     | 6-0, 6-1  | Parcours |

### Finales en double messieurs
| No | Date       | Nom et lieu du tournoi                                       | Catégorie | Dotation  | Surface      | Vainqueurs                        | Partenaire     | Score            |          |
| -- | ---------- | ------------------------------------------------------------ | --------- | --------- | ------------ | --------------------------------- | -------------- | ---------------- | -------- |
| 1  | 17-07-2023 | Infosys Hall of Fame Open Newport (RI)                       | ATP 250   | 642 735 $ | Gazon (ext.) | Nathaniel Lammons Jackson Withrow | Max Purcell    | 6-3, 5-7, [10-5] | Parcours |
| 2  | 05-02-2024 | Dallas Open Dallas                                           | ATP 250   | 756 020 $ | Dur (int.)   | Max Purcell Jordan Thompson       | Rinky Hijikata | 6-4, 2-6, [10-8] | Parcours |
| 3  | 01-04-2024 | Fayez Sarofim & Co. US Men's Clay Court Championship Houston | ATP 250   | 661 585 $ | Terre (ext.) | Max Purcell Jordan Thompson       | John Peers     | 7-5, 6-1         | Parcours |

## Parcours dans les tournois duGrand Chelem

### En double messieurs
| Année | Open d'Australie | Open d'Australie | Internationaux de France      | Internationaux de France | Wimbledon               | Wimbledon                  | US Open                       | US Open                    |
| ----- | ---------------- | ---------------- | ----------------------------- | ------------------------ | ----------------------- | -------------------------- | ----------------------------- | -------------------------- |
| 2017  | —                | —                | —                             | —                        | —                       | —                          | 1er tour (1/32) S. Papa       | H. Kontinen John Peers     |
|       |                  |                  |                               |                          |                         |                            |                               |                            |
| 2022  | —                | —                | —                             | —                        | 2e tour (1/16) C. Ruud  | L. Glasspool H. Heliövaara | 1er tour (1/32) M. Kecmanović | L. Glasspool H. Heliövaara |
| 2023  | —                | —                | 1er tour (1/32) M. Kecmanović | M. Melo John Peers       | 2e tour (1/16) C. Ruud  | Forfait                    | 1er tour (1/32) S. Johnson    | Julian Cash Henry Patten   |
| 2024  | —                | —                | —                             | —                        | 1er tour (1/32) C. Ruud | Rajeev Ram J. Salisbury    | 1er tour (1/32) C. Ruud       | S. Bolelli A. Vavassori    |

N.B. : le nom du partenaire se trouve sous le résultat ; le nom des ultimes adversaires se trouve à droite.

### En double mixte
| Année | Open d'Australie | Open d'Australie | Internationaux de France | Internationaux de France | Wimbledon | Wimbledon | US Open               | US Open             |
| ----- | ---------------- | ---------------- | ------------------------ | ------------------------ | --------- | --------- | --------------------- | ------------------- |
| 2022  | —                | —                | —                        | —                        | —         | —         | 1/2 finale C. McNally | S. Sanders J. Peers |

N.B. : le nom de la partenaire se trouve sous le résultat ; le nom des ultimes adversaires se trouve à droite.

## Classements ATP en fin de saison
| Année          | 2014 | 2015 | 2016 | 2017 | 2018 | 2019 | 2020 | 2021 | 2022 | 2023 |
| Rang en simple | –    | –    | –    | 604  | 874  | –    | 1797 | 1947 | 704  | 1485 |
| Rang en double | 1367 | –    | –    | –    | 962  | –    | 1243 | 180  | 98   | 112  |

Source : (en) Classements de William Blumberg sur le site officiel de la Fédération internationale de tennis